# Madoce
Madoce is een geslacht van vlinders van de familie spinneruilen (Erebidae), uit de onderfamilie Hypeninae.

## Soorten
- M. aroa Bethune-Baker, 1908
- M. leucocosmalis Walker, 1863
- M. lineatula Walker, 1863
- M. percnopis
- M. rhynchophora Lower, 1903
- M. transfascia Rothschild